# Monika Herzig
Monika Herzig (* 12. Juni 1964 in Albstadt) ist eine deutsche Jazzmusikerin (Piano, Komposition) und Musikwissenschaftlerin.

## Wirken
Herzig, die zunächst Melodica lernen musste, bevor sie mit neun Jahren ersten Klavierunterricht erhielt, war als Jugendliche zudem als Kirchenorganistin aktiv; auf dem Gymnasium spielte sie auch Altsaxophon. Sie studierte an der Pädagogischen Hochschule Weingarten und ging 1987 im Austausch für ein Jahr an die University of Alabama. Nach dem Abschluss dort 1988 zog sie mit ihrem späteren Mann, dem Gitarristen Peter Kienle, in die USA, wo sie 1991 ihren Master an der University of Alabama vorlegte. In ihrem Promotionsstudium an der Indiana University erarbeitete sie Elements of Jazz Piano Pedagogy (1997). Sie lehrte dann an der Fakultät.
Als Musikerin hat sie mit Kienles Fusionband BeebleBrox und mit David Baker zusammengearbeitet; mit ihrem Monika Herzig Acoustic Project hat sie seit dem Jahr 2000 sechs Alben vorgelegt. 2018 erschien ihr Album Sheroes, das sie mit Musikerinnen wie Reut Regev, Jamie Baum, Leni Stern, Jennifer Vincent und Rosa Avila auch international vorstellte. 2024 folgte ihr Album All in Good Time.
2011 veröffentlichte sie eine musikwissenschaftliche Monographie über David Baker (David Baker – A Legacy in Music); 2017 folgte ihre Einführung Experiencing Chick Corea (Rowman & Littlefield).

## Preise und Auszeichnungen
Herzig gewann 1994 mit Let's Fool One den Wettbewerb Best Original Composition von Down Beat. Zwischen
1994 und 1996 war sie bei der WTPI Winter Jazzfest Competition in Indianapolis zweimal Finalistin mit BeebleBrox und gewann den Wettbewerb mit Oliver Nelson Jr. Die Indiana Arts Commission verlieh ihr 2000, 2003 und 2005 Individual Artist Grants. Für ihre Buchveröffentlichung erhielt Herzig 2012 ein „Outstanding Rating“ der Association of American University Presses. Die Jazz Journalists Association ernannte sie aufgrund ihrer Verdienste um den Jazz am Hochschulstandort Bloomington (Indiana) zum „JazzHero“.

## Schriften
- David Baker: A Legacy in Music. Indiana University Press, 2011, ISBN 978-0-253-35657-4.
- Experiencing Chick Corea. A Listener’s Companion. Rowman & Littlefield, 2017, ISBN 978-1-4422-4468-9.
- James Reddan, Monika Herzig, Michael Kahr (Hrsg.): The Routledge Companion to Jazz and Gender. Routledge, New York City 2023, ISBN 978-0-367-53414-1[6]